# Betssy Chávez
Betssy Chávez Chino, née le 3 juin 1989 dans la province de Tacna, est une avocate et femme politique péruvienne.
Elle est membre du Congrès depuis le 26 juillet 2021 et présidente du Conseil des ministres de novembre à décembre 2022.

## Biographie

### Jeunesse et formation
Elle a étudié le droit à l'université nationale Jorge Basadre à Tacna. Durant ses études, elle a été à plusieurs reprises membres de conseils ou d'assemblées universitaires. 
Elle obtient son diplôme d'avocate en 2016 et a fait des études de master en droit constitutionnel à l'université José Carlos Mariátegui.
Elle a été conseillère et assistante au Congrès pendant cinq ans et a été avocate au gouvernement régional de Tacna en 2020.

### Parcours politique
Betssy Chávez indique que son intérêt pour la politique est né du travail de son père, en tant que chef des familles qui se sont installées dans le cône nord de Tacna.
Lors des élections législatives de 2021, elle est élue membre du Congrès dans la circonscription de Tacna, pour le parti Pérou libre avec 8 472 voix. Elle indique que son principal défi est la lutte contre la corruption, et présentera un projet de loi pour réformer les ministères.
Au sein du groupe parlementaire de Pérou libre, elle est connue comme l'une des parlementaires adoptant des positions modérées, provoquant des débats lors de sa nomination. Deux jours après celle-ci, elle affirme qu'elle se réjouit des divergences et du dialogue au sein du parti.
À partir du 6 octobre 2021, elle est ministre du Travail et de la Promotion de l'emploi dans les deuxième, troisième et quatrième gouvernements de Pedro Castillo.
Le 10 janvier 2022, elle décide de rejoindre le groupe parlementaire de Pérou démocratique, tout en restant lié au parti Pérou libre.
En avril 2022, des médias révèlent que la ministre a autorisé une grève des contrôleurs aériens, ce qui a provoqué l'annulation de vols intérieurs et internationaux à l'occasion de la semaine sainte. Le 19 mai, le Congrès, contrôlé par l'opposition de droite, présente une motion de censure contre elle, pour « incapacité à gérer et négligence dans l'action de son ministère ». La motion est approuvée le 26 mai par 71 voix.
Elle devient ministre de la Culture le 5 août 2022. Après la démission d'Aníbal Torres, elle est nommée présidente du Conseil des ministres par le président Castillo le 25 novembre 2022. Elle démissionne le 7 décembre suivant, à la suite de la tentative d'auto-coup d'État de Pedro Castillo. Malgré sa démission, elle est ensuite poursuivie par le Parlement, qui l'accuse de rébellion et de conspiration au même titre que le président déchu.